# 企业银行

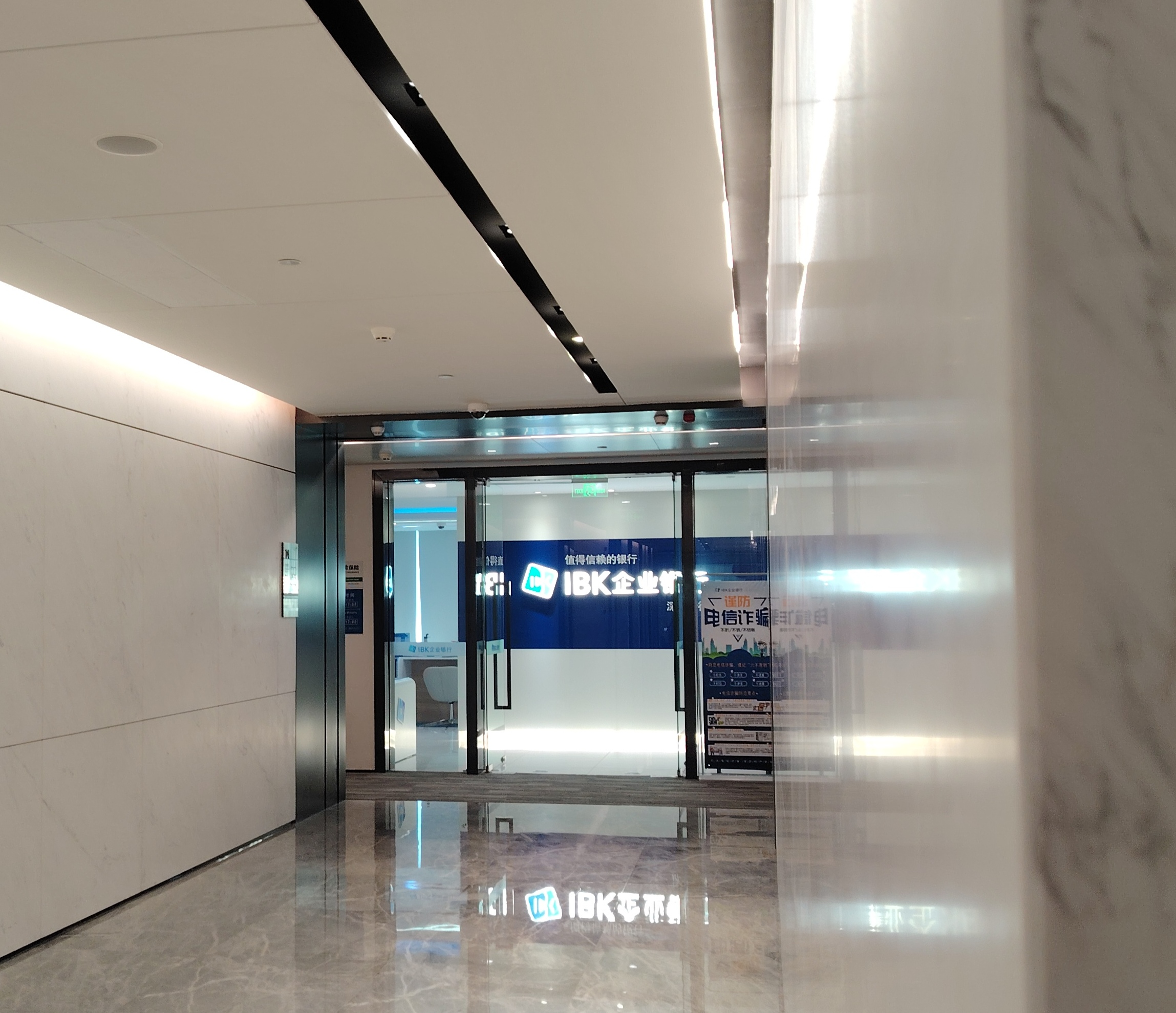
深圳分行，位于华润前海中心

企业银行（中国）有限公司，常用简称IBK企业银行，是韩国中小企业银行在中国大陆设立的全资外资法人银行。最早是1997年在天津市设立韩国中小企业银行天津分行。2009年6月22日，在韩国中小企业银行天津分行的基础上成立企业银行（中国）有限公司。企业银行的主要面向在华投资韩资企业和中国中小企业提供专业金融服务。